# Badminton 2013
Höhepunkte des Badmintonjahres 2013 waren die Weltmeisterschaft und der Sudirman Cup. Bedeutende Turnierserien sind die BWF Super Series und der BWF Grand Prix. Bei Multisportveranstaltungen steht Badminton bei den Südostasienspielen, den Ostasienspielen, den Juegos Bolivarianos, den Deaflympics und der Universiade im Programm. Erstmals im internationalen Terminkalender finden sich die Mercosul International und der London Grand Prix Gold.
== BWF Super Series ==
| Veranstaltung | Herreneinzel     | Dameneinzel       | Herrendoppel                       | Damendoppel                             | Mixed                                       |
| ------------- | ---------------- | ----------------- | ---------------------------------- | --------------------------------------- | ------------------------------------------- |
| Korea         | Lee Chong Wei    | Sung Ji-hyun      | Ko Sung-hyun Lee Yong-dae          | Wang Xiaoli Yu Yang                     | Zhang Nan Zhao Yunlei                       |
| Malaysia      | Lee Chong Wei    | Tai Tzu-ying      | Mohammad Ahsan Hendra Setiawan     | Bao Yixin Tian Qing                     | Joachim Fischer Nielsen Christinna Pedersen |
| England       | Chen Long        | Tine Baun         | Liu Xiaolong Qiu Zihan             | Wang Xiaoli Yu Yang                     | Tontowi Ahmad Liliyana Natsir               |
| Indien        | Lee Chong Wei    | Ratchanok Intanon | Liu Xiaolong Qiu Zihan             | Miyuki Maeda Satoko Suetsuna            | Tontowi Ahmad Liliyana Natsir               |
| Indonesien    | Lee Chong Wei    | Li Xuerui         | Mohammad Ahsan Hendra Setiawan     | Bao Yixin Cheng Shu                     | Zhang Nan Zhao Yunlei                       |
| Singapur      | Tommy Sugiarto   | Wang Yihan        | Mohammad Ahsan Hendra Setiawan     | Tian Qing Zhao Yunlei                   | Tontowi Ahmad Liliyana Natsir               |
| China Masters | Wang Zhengming   | Liu Xin           | Ko Sung-hyun Lee Yong-dae          | Wang Xiaoli Yu Yang                     | Zhang Nan Zhao Yunlei                       |
| Japan         | Lee Chong Wei    | Akane Yamaguchi   | Mohammad Ahsan Hendra Setiawan     | Ma Jin Tang Jinhua                      | Zhang Nan Zhao Yunlei                       |
| Dänemark      | Chen Long        | Wang Yihan        | Lee Yong-dae Yoo Yeon-seong        | Bao Yixin Tang Jinhua                   | Zhang Nan Zhao Yunlei                       |
| French Open   | Jan Ø. Jørgensen | Wang Shixian      | Markis Kido Markus Fernaldi Gideon | Bao Yixin Tang Jinhua                   | Zhang Nan Zhao Yunlei                       |
| China Open    | Chen Long        | Li Xuerui         | Lee Yong-dae Yoo Yeon-seong        | Wang Xiaoli Yu Yang                     | Tontowi Ahmad Liliyana Natsir               |
| Hong Kong     | Lee Chong Wei    | Wang Yihan        | Lee Yong-dae Yoo Yeon-seong        | Bao Yixin Tang Jinhua                   | Chris Adcock Gabrielle White                |
| Finale        | Lee Chong Wei    | Li Xuerui         | Mohammad Ahsan Hendra Setiawan     | Christinna Pedersen Kamilla Rytter Juhl | Joachim Fischer Nielsen Christinna Pedersen |

== BWF Grand Prix ==
| Veranstaltung       | Herreneinzel     | Dameneinzel             | Herrendoppel                             | Damendoppel                             | Mixed                                       |
| ------------------- | ---------------- | ----------------------- | ---------------------------------------- | --------------------------------------- | ------------------------------------------- |
| German Open         | Chen Long        | Wang Yihan              | Chai Biao Hong Wei                       | Jung Kyung-eun Kim Ha-na                | Shin Baek-cheol Chang Ye-na                 |
| Swiss Open          | Wang Zhengming   | Wang Shixian            | Chai Biao Hong Wei                       | Jung Kyung-eun Kim Ha-na                | Joachim Fischer Nielsen Christinna Pedersen |
| Australia Open      | Tian Houwei      | Sayaka Takahashi        | Angga Pratama Rian Agung Saputro         | Vita Marissa Variella Aprilsasi         | Irfan Fadhilah Weni Anggraini               |
| New Zealand Open    | Riichi Takeshita | Deng Xuan               | Angga Pratama Rian Agung Saputro         | Ou Dongni Tang Yuanting                 | Praveen Jordan Vita Marissa                 |
| Malaysia Open GPG   | Alamsyah Yunus   | P. V. Sindhu            | Goh V Shem Lim Khim Wah                  | Pia Zebadiah Rizki Amelia Pradipta      | Praveen Jordan Vita Marissa                 |
| Thailand Open       | Srikanth Kidambi | Ratchanok Intanon       | Shin Baek-cheol Yoo Yeon-seong           | Greysia Polii Nitya Krishinda Maheswari | Markis Kido Pia Zebadiah                    |
| US Open             | Nguyễn Tiến Minh | Sapsiree Taerattanachai | Takeshi Kamura Keigo Sonoda              | Bao Yixin Zhong Qianxin                 | Lee Chun Hei Chau Hoi Wah                   |
| Canadian Open       | Tan Chun Seang   | Nitchaon Jindapol       | Maneepong Jongjit Nipitphon Puangpuapech | Yu Xiaohan Huang Yaqiong                | Lee Chun Hei Chau Hoi Wah                   |
| Chinese Taipei Open | Son Wan-ho       | Sung Ji-hyun            | Kim Gi-jung Kim Sa-rang                  | Jung Kyung-eun Kim Ha-na                | Shin Baek-cheol Chang Ye-na                 |
| Indonesia GPG       | Simon Santoso    | Suo Di                  | Angga Pratama Rian Agung Saputro         | Luo Ying Luo Yu                         | Praveen Jordan Vita Marissa                 |
| Russia Open         | Vladimir Ivanov  | Aya Ohori               | Vladimir Ivanov Ivan Sozonov             | Nina Vislova Anastasia Chervyakova      | Ivan Sozonov Tatjana Bibik                  |
| London GPG          | Tian Houwei      | Carolina Marín          | Mathias Boe Carsten Mogensen             | Christinna Pedersen Kamilla Rytter Juhl | Michael Fuchs Birgit Michels                |
| Dutch Open          | Wei Nan          | Busanan Ongbumrungpan   | Wahyu Nayaka Ade Yusuf                   | Bao Yixin Tang Jinhua                   | Danny Bawa Chrisnanta Vanessa Neo Yu Yan    |
| Bitburger Open      | Chou Tien-chen   | Nitchaon Jindapol       | Mads Conrad-Petersen Mads Pieler Kolding | Eefje Muskens Selena Piek               | Michael Fuchs Birgit Michels                |
| Scottish Open       | Brice Leverdez   | Carolina Marín          | Mads Conrad-Petersen Mads Pieler Kolding | Eefje Muskens Selena Piek               | Robert Blair Imogen Bankier                 |
| Korea Open GPG      | Lee Hyun-il      | Bae Yeon-ju             | Kim Gi-jung Kim Sa-rang                  | Chang Ye-na Kim So-young                | Yoo Yeon-seong Chang Ye-na                  |
| Macau Open          | Son Wan-ho       | P. V. Sindhu            | Hoon Thien How Tan Wee Kiong             | Bao Yixin Tang Jinhua                   | Lu Kai Huang Yaqiong                        |
| Vietnam Open        | Son Wan-ho       | He Bingjiao             | Fran Kurniawan Bona Septano              | Ko A-ra Yoo Hae-won                     | Choi Sol-gyu Chae Yoo-jung                  |

== Nationale Meisterschaften ==
| Land        | Herreneinzel        | Dameneinzel       | Herrendoppel                          | Damendoppel                             | Mixed                               |
| ----------- | ------------------- | ----------------- | ------------------------------------- | --------------------------------------- | ----------------------------------- |
| Belgien     | Yuhan Tan           | Lianne Tan        | Matijs Dierickx Freek Golinski        | Janne Elst Jelske Snoeck                | Freek Golinski Janne Elst           |
| Dänemark    | Jan Ø. Jørgensen    | Tine Baun         | Rasmus Bonde Mads Conrad-Petersen     | Kamilla Rytter Juhl Christinna Pedersen | Rasmus Bonde Christinna Pedersen    |
| Deutschland | Marc Zwiebler       | Fabienne Deprez   | Ingo Kindervater Johannes Schöttler   | Johanna Goliszewski Birgit Michels      | Michael Fuchs Birgit Michels        |
| England     | Rajiv Ouseph        | Sarah Walker      | Chris Langridge Peter Mills           | Lauren Smith Gabrielle White            | Chris Langridge Heather Olver       |
| Estland     | Raul Must           | Karoliine Hõim    | Kristjan Kaljurand Robert Kasela      | Karoliine Hõim Laura Vana               | Mihkel Laanes Kristin Kuuba         |
| Finnland    | Ville Lång          | Sonja Pekkola     | Iikka Heino Mika Köngäs               | Mathilda Lindholm Jenny Nyström         | Anton Kaisti Jenny Nyström          |
| Frankreich  | Brice Leverdez      | Delphine Lansac   | Baptiste Carême Gaëtan Mittelheisser  | Delphine Lansac Anne Tran               | Ronan Labar Laura Choinet           |
| Irland      | Scott Evans         | Chloe Magee       | Scott David Burnside Conor Hickland   | Sinead Chambers Jennie King             | Sam Magee Chloe Magee               |
| Italien     | Giovanni Greco      | Agnese Allegrini  | Enrico Galeani Rosario Maddaloni      | Marah Punter Hannah Strobl              | Enrico Galeani Agnese Allegrini     |
| Kanada      | Bobby Milroy        | Michelle Li       | Adrian Liu Derrick Ng                 | Alexandra Bruce Phyllis Chan            | Toby Ng Grace Gao                   |
| Kroatien    | Zvonimir Đurkinjak  | Maja Pavlinić     | Zvonimir Đurkinjak Filip Špoljarec    | Katarina Galenić Staša Poznanović       | Zvonimir Đurkinjak Staša Poznanović |
| Lettland    | Kārlis Vidass       | Kristīne Šefere   | Kārlis Vidass Guntis Lavrinovičs      | Ieva Pope Kristīne Šefere               | Kārlis Vidass Monika Radovska       |
| Luxemburg   | Eric Solagna        | Claudine Barnig   | Akis Thomas Mike Vallenthini          | Myriam Havé Elena Nozdran               | Valeriy Strelcov Tessy Aulner       |
| Niederlande | Eric Pang           | Yao Jie           | Ruud Bosch Koen Ridder                | Samantha Barning Eefje Muskens          | Ruud Bosch Selena Piek              |
| Norwegen    | Marius Myhre        | Cathrine Fossmo   | Marius Myhre André Andersen           | Cathrine Fossmo Marie Wåland            | Erik Rundle Helene Abusdal          |
| Österreich  | David Obernosterer  | Simone Prutsch    | Daniel Graßmück Roman Zirnwald        | Elisabeth Baldauf Alexandra Mathis      | Roman Zirnwald Elisabeth Baldauf    |
| Russland    | Vladimir Malkov     | Ella Diehl        | Vladimir Ivanov Ivan Sozonov          | Nina Vislova Valeria Sorokina           | Vladimir Ivanov Valeria Sorokina    |
| Schottland  | Calum Menzies       | Kirsty Gilmour    | Robert Blair Gordon Thomson           | Jillie Cooper Kirsty Gilmour            | Watson Briggs Imogen Bankier        |
| Slowenien   | Iztok Utroša        | Maja Tvrdy        | Miha Horvat Iztok Utroša              | Živa Repše Maja Tvrdy                   | Luka Petrič Tina Kodrič             |
| Schweden    | Gabriel Ulldahl     | Matilda Petersen  | Patrik Lundqvist Jonathan Nordh       | Emelie Lennartsson Emma Wengberg        | Jonathan Nordh Emelie Lennartsson   |
| Schweiz     | Anthony Dumartheray | Sabrina Jaquet    | Florian Schmid Gilles Tripet          | Sabrina Jaquet Ornella Dumartheray      | Anthony Dumartheray Sabrina Jaquet  |
| Tschechien  | Petr Koukal         | Kristína Gavnholt | Josef Rubáš Jaroslav Sobota           | Hana Milisová Lucie Černá               | Jakub Bitman Alžběta Bášová         |
| Ukraine     | Dmytro Zavadsky     | Larisa Griga      | Valeriy Atrashchenkov Evgen Pochtarev | Mariya Diptan Yelyzaveta Zharka         | Dmytro Zavadsky Mariya Diptan       |
| Wales       | Chris Pickard       | Carissa Turner    | Joe Morgan Nic Strange                | Sarah Thomas Carissa Turner             | Oliver Gwilt Sarah Thomas           |

## Jahresterminkalender
| - 8. Januar–13. Januar Korea Open - 10. Januar–13. Januar Estonian International - 15. Januar–20. Januar Malaysia Open - 17. Januar–20. Januar Swedish International Stockholm - 17. Januar–20. Januar Polish Juniors - 24. Januar–27. Januar Cyprus International - 12. Februar–17. Februar Mannschaftseuropameisterschaft - Februar Südasienspiele (verschoben) - 14. Februar–17. Februar Iran International - 20. Februar–23. Februar Austrian International - 21. Februar–24. Februar Uganda International - 22. Februar–24. Februar Spanish Juniors - 27. Februar–3. März Dutch Juniors - 26. Februar–3. März German Open - 7. März–10. März German Juniors - 5. März–10. März All England - 12. März–16. März Para-Panamerikameisterschaft - 12. März–17. März Swiss Open - 14. März–16. März Israel Juniors - 14. März–17. März Hungarian Juniors - 14. März–17. März Romanian International - 21. März–24. März Giraldilla International - 21. März–24. März Axiata Cup - 21. März–24. März Polish Open - 22. März–31. März Junioreneuropameisterschaft - 26. März–31. März Vietnam International - 28. März–31. März Axiata Cup - 28. März–31. März French International - 2. April–7. April Australian Open - 3. April–7. April Osaka International - 4. April–7. April Finnish International - 5. April–7. April Enescup - 10. April–14. April New Zealand Open - 10. April–14. April Peru International - 11. April–14. April Croatian International - 13. April–14. April Axiata Cup - 14. April–20. April Juniorenafrikameisterschaft - 16. April–21. April Asienmeisterschaft - 18. April–21. April Tahiti International - 18. April–21. April Dutch International - 23. April–28. April India Open - 23. April–28. April Juniorenozeanienmeisterschaft - 25. April–28. April Portugal International - 26. April–28. April Spanish Para Badminton International - 30. April–5. Mai Malaysia Open Grand Prix Gold - 30. April–5. Mai Smiling Fish - 1. Mai–4. Mai Denmark International - 3. Mai–5. Mai Australian Juniors - 5. Mai–11. Mai Hochschuleuropameisterschaft - 9. Mai–12. Mai Slovenian International - 16. Mai–19. Mai Greece International - 19. Mai–26. Mai Sudirman Cup - 23. Mai–26. Mai Spanish International - 28. Mai–1. Juni Europapokal - 30. Mai–2. Juni Mercosul International - 31. Mai–2. Juni Morning Cup - 4. Juni–9. Juni Thailand Open - 5. Juni–9. Juni Maldives International - 6. Juni–9. Juni Argentina International - 6. Juni–9. Juni Lithuanian International - 11. Juni–16. Juni Indonesia Open - 18. Juni–23. Juni Singapur Open - 20. Juni–23. Juni Auckland International - 20. Juni–30. Juni Mittelmeerspiele - 25. Juni–29. Juni Canadian International - 27. Juni–30. Juni Kenya International - 28. Juni–30. Juni Victoria International - 2. Juli–7. Juli Indonesia International - 3. Juli–7. Juli St. Petersburg White Nights - 6. Juli–17. Juli Universiade - 8. Juli–13. Juli US Open - 7. Juli–14. Juli Juniorenasienmeisterschaft - 12. Juli–14. Juli New Caledonia International - 13. Juli–19. Juli Island Games - 18. Juli–20. Juli Zimbabwe International (abgesagt) - 16. Juli–21. Juli Canada Open - 25. Juli–28. Juli Mongolia International (abgesagt) - 24. Juli–28. Juli Juniorenpanamerikameisterschaft - 29. Juli–4. August MBBC Juniors - 2. August–10. August World Masters Games - 5. August–11. August Weltmeisterschaft - 15. August–18. August Colombia International - 16. August–18. August Bulgarian Juniors - 14. August–20. August Badminton-Afrikameisterschaft | - 19. August–22. August Bulgaria Open - 16. August–24. August Asian Youth Games - 20. August–24. August Singapur International - 21. August–24. August Mauritius International - 22. August–25. August Ramenskoe Juniors - 22. August–25. August Venezuela International - 26. August–31. August Tangkas Juniors - 28. August–31. August Ukraine Juniors - 29. August–1. September Slovak International - 31. August–12. September Chinesische Nationalspiele - 3. September–8. September Chinese Taipei Open - 4. September–8. September Indian Juniors - 5. September–8. September Kharkiv International - 5. September–8. September Guatemala International - 6. September–8. September Irish Juniors - 9. September–15. September Seniorenweltmeisterschaft - 10. September–15. September Malaysian Juniors - 10. September–15. September China Masters - 12. September–15. September Belgian International - 12. September–15. September Carebaco-Meisterschaft - 13. September–15. September Lithuanian Juniors - 13. September–15. September Carebaco Juniors - 17. September–22. September Japan Open - 19. September–22. September Polish International - 20. September–22. September Belgian Juniors - 24. September–29. September Indonesia Open Grand Prix Gold - 24. September–29. September Russian Open - 26. September–29. September Czech International - 26. September–29. September Swiss Juniors - 1. Oktober–6. Oktober London Grand Prix Gold - 2. Oktober–6. Oktober Brazil International - 3. Oktober–6. Oktober Bulgarian International - 4. Oktober–6. Oktober Croatian Juniors - 6. Oktober–15. Oktober Ostasienspiele - 8. Oktober–13. Oktober Jugendasienmeisterschaft - 8. Oktober–13. Oktober Dutch Open - 10. Oktober–13. Oktober Irish International - 10. Oktober–13. Oktober Danish Junior Cup - 15. Oktober–20. Oktober Denmark Open - 17. Oktober–20. Oktober Swiss International - 17. Oktober–20. Oktober Ethiopia International - 17. Oktober–20. Oktober Ethiopia Juniors - 18. Oktober–20. Oktober Slovenian Juniors - 21. Oktober–27. Oktober Panamerikameisterschaft - 23. Oktober–26. Oktober Israel International - 22. Oktober–27. Oktober French Open - 24. Oktober–27. Oktober Nigeria International - 23. Oktober–3. November Juniorenweltmeisterschaft - 28. Oktober–31. Oktober Santo Domingo International - 29. Oktober–3. November Bitburger Open - 30. Oktober–3. November Bahrain International - 31. Oktober–3. November Hungarian International - 5. November–9. November Bahrain International Challenge - 5. November–10. November Korea Open Grand Prix - 6. November–10. November USA International - 7. November–10. November Iceland International (verlegt) - 7. November–10. November Morocco International - 12. November–17. November China Open - 12. November–17. November Malaysia International - 13. November–16. November Suriname International - 14. November–17. November Norwegian International - 16. November–30. November Juegos Bolivarianos - 19. November–24. November Hongkong Open - 20. November–24. November Scottish Open - 21. November–24. November Mexico International - 26. November–1. Dezember Macau Open - 28. November–1. Dezember Welsh International - 2. Dezember–8. Dezember Vietnam Open - 3. Dezember–8. Dezember Bangladesh International - 5. Dezember–8. Dezember Irish Open - 5. Dezember–8. Dezember Puerto Rico International - 6. Dezember–8. Dezember Botswana International - 10. Dezember–13. Dezember Italian International - 10. Dezember–15. Dezember India International - 12. Dezember–15. Dezember South Africa International - 11. Dezember–15. Dezember BWF Super Series Finals - 11. Dezember–22. Dezember Südostasienspiele - 17. Dezember–22. Dezember India Open Grand Prix (abgesagt) - 19. Dezember–22. Dezember Turkey International - 27. Dezember–29. Dezember Copenhagen Masters |